# Пламстед Тауншип (округ Бакс, Пенсільванія)
Пламстед Тауншип (англ. Plumstead Township) — селище (англ. township) в США, в окрузі Бакс штату Пенсільванія. Населення — 14 021 особа (2020).

### Клімат
| Клімат : Пламстед Тауншип    | Клімат : Пламстед Тауншип | Клімат : Пламстед Тауншип | Клімат : Пламстед Тауншип | Клімат : Пламстед Тауншип | Клімат : Пламстед Тауншип | Клімат : Пламстед Тауншип | Клімат : Пламстед Тауншип | Клімат : Пламстед Тауншип | Клімат : Пламстед Тауншип | Клімат : Пламстед Тауншип | Клімат : Пламстед Тауншип | Клімат : Пламстед Тауншип | Клімат : Пламстед Тауншип |
| Показник                     | Січ.                      | Лют.                      | Бер.                      | Квіт.                     | Трав.                     | Черв.                     | Лип.                      | Серп.                     | Вер.                      | Жовт.                     | Лист.                     | Груд.                     | Рік                       |
| Середній максимум, °C        | 3,4                       | 5,3                       | 9,9                       | 16,7                      | 22,2                      | 27,0                      | 29,3                      | 28,3                      | 24,5                      | 18,2                      | 12,1                      | 5,8                       | 16,9                      |
| Середня температура, °C      | −1,4                      | 0,1                       | 4,3                       | 10,4                      | 15,8                      | 20,9                      | 23,4                      | 22,5                      | 18,4                      | 12,0                      | 6,6                       | 1,1                       | 11,2                      |
| Середній мінімум, °C         | −6,3                      | −5,1                      | −1,3                      | 4,1                       | 9,4                       | 14,8                      | 17,4                      | 16,7                      | 12,3                      | 5,8                       | 1,1                       | −3,6                      | 5,5                       |
| Норма опадів, мм             | 86                        | 70                        | 98                        | 103                       | 110                       | 111                       | 128                       | 103                       | 114                       | 108                       | 94                        | 102                       | 1226                      |
| Вологість повітря, %         | 67.9                      | 64.3                      | 59.9                      | 58.8                      | 63.4                      | 68.8                      | 68.3                      | 71.1                      | 72.7                      | 70.9                      | 69.9                      | 69.6                      | 67.1                      |
| ---------------------------- | ------------------------- | ------------------------- | ------------------------- | ------------------------- | ------------------------- | ------------------------- | ------------------------- | ------------------------- | ------------------------- | ------------------------- | ------------------------- | ------------------------- | ------------------------- |
| Джерело: PRISM Climate Group |                           |                           |                           |                           |                           |                           |                           |                           |                           |                           |                           |                           |                           |

## Демографія
Згідно з переписом 2010 року, у селищі мешкали 12 442 особи в 4290 домогосподарствах у складі 3354 родин. Було 4465 помешкань
Расовий склад населення:
| - 94,1 % — білих - 1,7 % — азіатів - 0,7 % — чорних або афроамериканців - 0,1 % — корінних американців - 2,0 % — осіб інших рас |

До двох чи більше рас належало 1,4 %. Частка іспаномовних становила 4,7 % від усіх жителів.
За віковим діапазоном населення розподілялося таким чином: 28,7 % — особи молодші 18 років, 62,1 % — особи у віці 18—64 років, 9,2 % — особи у віці 65 років та старші. Медіана віку мешканця становила 39,6 року. На 100 осіб жіночої статі у селищі припадало 99,9 чоловіків;  на 100 жінок у віці від 18 років та старших — 99,1 чоловіків також старших 18 років.
Середній дохід на одне домашнє господарство  становив 123 956 доларів США (медіана — 95 893), а середній дохід на одну сім'ю — 140 260 доларів (медіана — 118 029). Медіана доходів становила 77 465 доларів для чоловіків та 55 719 доларів для жінок. За межею бідності перебувало 3,7 % осіб, у тому числі 2,4 % дітей у віці до 18 років та 7,3 % осіб у віці 65 років та старших.
Цивільне працевлаштоване населення становило 7229 осіб. Основні галузі зайнятості: освіта, охорона здоров'я та соціальна допомога — 18,0 %, науковці, спеціалісти, менеджери — 16,3 %, виробництво — 13,2 %, роздрібна торгівля — 12,7 %.